# OGLE-2005-BLG-071L b
OGLE-2005-BLG-071L b ist ein Exoplanet, der den Roten Zwerg OGLE-2005-BLG-071L alle 2900 Tage umkreist. Auf Grund seiner hohen Masse wird angenommen, dass es sich um einen Gasplaneten handelt.

## Entdeckung
Anders als die Mehrzahl aller Exoplaneten wurde dieser mit Hilfe der Microlensingmethode entdeckt. Der Planet wurde von Andrzej Udalski et al. im Jahr 2005 entdeckt.

## Umlauf und Masse
Der Planet umkreist seinen Stern in einer Entfernung von ca. 1,8 Astronomischen Einheiten und hat eine Masse von ca. 286,1 Erdmassen bzw. 0,9 Jupitermassen.